# 阿尔比诺
阿尔比诺（義大利語：Albino），是意大利贝加莫省的一个市镇。总面积31.32平方公里，人口18098人，人口密度577.8人/平方公里（2009年）。国家统计（ISTAT）代码为016004。